# Ronde van Frankrijk 1987
| Route van de Ronde van Frankrijk 1987. |                        |              |
| Eindklassement                         |                        |              |
| Algemeen klassement                    | Stephen Roche          | 115h 27' 42" |
| Tweede                                 | Pedro Delgado          | + 0' 40"     |
| Derde                                  | Jean-François Bernard  | + 2' 13"     |
| Vierde                                 | Charly Mottet          | + 6' 40"     |
| Vijfde                                 | Luis Herrera           | + 9' 32"     |
| Zesde                                  | Fabio Parra            | + 16' 53"    |
| Zevende                                | Laurent Fignon         | + 18' 24"    |
| Achtste                                | Anselmo Fuerte         | + 18' 33"    |
| Negende                                | Raúl Alcalá            | + 21' 49"    |
| Tiende                                 | Marino Lejarreta       | + 26' 13"    |
| Rode Lantaarn                          | Mathieu Hermans (135e) | + 4h 23' 30" |
| Puntenklassement                       | Jean-Paul van Poppel   | 263 punten   |
| Tweede                                 | Stephen Roche          | 247 punten   |
| Derde                                  | Pedro Delgado          | 228 punten   |
| Bergklassement                         | Luis Herrera           | 452 punten   |
| Tweede                                 | Anselmo Fuerte         | 314 punten   |
| Derde                                  | Raúl Alcalá            | 277 punten   |
| Jongerenklassement                     | Raúl Alcalá            | 115h 49' 31" |
| Tweede                                 | Erik Breukink          | + 31' 45"    |
| Derde                                  | Gilles Sanders         | + 59' 08"    |
| Ploegenklassement                      | Système U              | 346h 44' 02" |
| Tweede                                 | Café de Colombia       | + 38' 20"    |
| Derde                                  | BH                     | + 56' 02"    |

De 74e editie van de Ronde van Frankrijk ging van start op 1 juli in West-Berlijn. Hij eindigde op 26 juli in Parijs. Er stonden 207 renners verdeeld over 23 ploegen aan de start.
- Aantal ritten: 25
- Totale afstand: 4231 km
- Gemiddelde snelheid: 36.645 km/h
- Aantal deelnemers: 207
- Aantal uitgevallen: 72

## Belgische en Nederlandse prestaties
In totaal namen er 29 Belgen en 18 Nederlanders deel aan de Tour van 1987.

### Belgische etappezeges
- Herman Frison won de 4e etappe van Stuttgart naar Pforzheim
- Marc Sergeant won de 5e etappe van Pforzheim naar Straatsburg

### Nederlandse etappezeges
- Jelle Nijdam won de proloog in Berlijn
- Nico Verhoeven won de 1e etappe van Berlijn naar Berlijn
- Jean-Paul van Poppel won de 8e etappe van Troyes naar Epinay-Sous-Sénart en de 17e etappe van Millau naar Avignon
- Adrie van der Poel won de 9e etappe van Orléans naar Renazé
- Erik Breukink won de 13e etappe van Bayonne naar Pau

## Etappe-overzicht
| datum   | etappe                 | route                               | afstand                | winnaar                | gele trui              |
| ------- | ---------------------- | ----------------------------------- | ---------------------- | ---------------------- | ---------------------- |
| 1 juli  | Proloog                | West-Berlijn (Kurfürstendamm) (ITT) | 6,1 km                 | Jelle Nijdam           | Jelle Nijdam           |
| 2 juli  | 1                      | West-Berlijn - West-Berlijn         | 105,5 km               | Nico Verhoeven         | Lech Piasecki          |
|         | 2                      | West-Berlijn - West-Berlijn (TTT)   | 40,5 km                | Carrera                | Lech Piasecki          |
| 3 juli  | Rustdag (verplaatsing) | Rustdag (verplaatsing)              | Rustdag (verplaatsing) | Rustdag (verplaatsing) | Rustdag (verplaatsing) |
| 4 juli  | 3                      | Karlsruhe - Stuttgart               | 174 km                 | Acacio Da Silva        | Erich Mächler          |
| 5 juli  | 4                      | Stuttgart - Pforzheim               | 79 km                  | Herman Frison          | Erich Mächler          |
|         | 5                      | Pforzheim - Straatsburg             | 112,5 km               | Marc Sergeant          | Erich Mächler          |
| 6 juli  | 6                      | Straatsburg - Épinal                | 169 km                 | Christophe Lavainne    | Erich Mächler          |
| 7 juli  | 7                      | Épinal - Troyes                     | 211 km                 | Manuel Jorge Domínguez | Erich Mächler          |
| 8 juli  | 8                      | Troyes - Épinay-sous-Sénart         | 205,5 km               | Jean-Paul van Poppel   | Erich Mächler          |
| 9 juli  | 9                      | Orléans - Renazé                    | 260 km                 | Adrie van der Poel     | Erich Mächler          |
| 10 juli | 10                     | Saumur - Futuroscope (ITT)          | 87,5 km                | Stephen Roche          | Charly Mottet          |
| 11 juli | 11                     | Poitiers - Chaumeil                 | 255 km                 | Martial Gayant         | Martial Gayant         |
| 12 juli | 12                     | Brive - Bordeaux                    | 228 km                 | Davis Phinney          | Martial Gayant         |
| 13 juli | 13                     | Bayonne - Pau                       | 219 km                 | Erik Breukink          | Charly Mottet          |
| 14 juli | 14                     | Pau - Luz Ardiden                   | 166 km                 | Dag Otto Lauritzen     | Charly Mottet          |
| 15 juli | 15                     | Tarbes - Blagnac                    | 164 km                 | Rolf Gölz              | Charly Mottet          |
| 16 juli | 16                     | Blagnac - Millau (Le Cade)          | 216,5 km               | Régis Clère            | Charly Mottet          |
| 17 juli | 17                     | Millau - Avignon                    | 229 km                 | Jean-Paul van Poppel   | Charly Mottet          |
| 18 juli | Rustdag                | Rustdag                             | Rustdag                | Rustdag                | Rustdag                |
| 19 juli | 18                     | Carpentras - Mont Ventoux (ITT)     | 36,5 km                | Jean-François Bernard  | Jean-François Bernard  |
| 20 juli | 19                     | Valréas - Villard-de-Lans           | 185 km                 | Pedro Delgado          | Stephen Roche          |
| 21 juli | 20                     | Villard-de-Lans - l'Alpe d'Huez     | 201 km                 | Federico Echave        | Pedro Delgado          |
| 22 juli | 21                     | Bourg d'Oisans - La Plagne          | 185,5 km               | Laurent Fignon         | Pedro Delgado          |
| 23 juli | 22                     | La Plagne - Morzine                 | 186 km                 | Eduardo Chozas         | Pedro Delgado          |
| 24 juli | 23                     | Saint-Julien-en-Genevois - Dijon    | 212 km                 | Régis Clère            | Pedro Delgado          |
| 25 juli | 24                     | Dijon - Dijon (ITT)                 | 38 km                  | Jean-François Bernard  | Stephen Roche          |
| 26 juli | 25                     | Créteil - Parijs (Champs-Élysées)   | 186 km                 | Jeff Pierce            | Stephen Roche          |

## Bijzonderheden
- De Fransen Yvon Madiot, Régis Clère en Patrice Esnault en de Colombiaan Argemiro Bohorquez kwamen in de vijftiende etappe naar Blagnac buiten de tijdslimiet over de finish. Vanwege noodweer onderweg besloot de Tourdirectie het viertal toch in koers te houden. Clère won daarop de volgende dag de etappe naar Millau met ruim veertien minuten voorsprong en kwam ook in de 23e etappe winnend over de meet.

 winnaars gele trui · 
 puntenklassement · 
 bergklassement · 
 jongerenklassement · 
 tussensprintklassement · 
 combinatieklassement · 
 ploegenklassement · 
 strijdlust · 
rode lantaarn
records · meeste deelnames · ranglijst etappewinnaars · bekende beklimmingen · valpartijen · dopinggevallen · Grand Départ · Souvenir Henri Desgrange
1903 · 
1904 · 
1905 · 
1906 · 
1907 · 
1908 · 
1909 · 
1910 · 
1911 · 
1912 · 
1913 · 
1914 ·
1915 ·
1916 ·
1917 ·
1918 · 
1919 · 
1920 · 
1921 · 
1922 · 
1923 · 
1924 · 
1925 · 
1926 · 
1927 · 
1928 · 
1929 · 
1930 · 
1931 · 
1932 · 
1933 · 
1934 · 
1935 · 
1936 · 
1937 · 
1938 · 
1939 · 
1940 ·
1941 ·
1942 ·
1943 ·
1944 ·
1945 ·
1946 ·
1947 · 
1948 · 
1949 · 
1950 · 
1951 · 
1952 · 
1953 · 
1954 · 
1955 · 
1956 · 
1957 · 
1958 · 
1959 · 
1960 · 
1961 · 
1962 · 
1963 · 
1964 · 
1965 · 
1966 · 
1967 · 
1968 · 
1969 · 
1970 · 
1971 · 
1972 · 
1973 · 
1974 · 
1975 · 
1976 · 
1977 · 
1978 · 
1979 · 
1980 · 
1981 · 
1982 · 
1983 · 
1984 · 
1985 · 
1986 · 
1987 · 
1988 · 
1989 · 
1990 · 
1991 · 
1992 · 
1993 · 
1994 · 
1995 · 
1996 · 
1997 · 
1998 · 
1999 · 
2000 · 
2001 · 
2002 · 
2003 · 
2004 · 
2005 · 
2006 · 
2007 · 
2008 · 
2009 · 
2010 · 
2011 · 
2012 · 
2013 · 
2014 · 
2015 · 
2016 · 
2017 · 
2018 · 
2019 ·
2020 · 
2021 · 
2022 · 
2023 · 
2024 · 
2025